# Корнудо яванський
Корнудо яванський (Batrachostomus javensis) — вид дрімлюгоподібних птахів родини білоногових (Podargidae).

## Поширення
Вид поширений в Південно-Східній Азії. Трапляється на заході В'єтнаму, півдні та заході Лаосу, заході Камбоджі, в Таїланді, на сході М'янми, в Малайзії, на Суматрі, Яві, Калімантані, Палавані і Каламіанських островах. Живе у низовинних вологих лісах.

## Опис
Птах завдовжки до 23 см. Верхня частина тіла забарвлена у суміш темно-коричневого, сірого та білого кольорів. Над оком проходить біла смуга. Груди та черево світло-коричневі.

## Спосіб життя
Активний вночі. Живиться комахами та дрібними безхребетними. Гніздо будує на розвилці гілок. У гнізді одне-два білих яйця. Насиджує самиця.